# 경기도의 문화재자료 (제101호 ~ 제200호)
경기도의 문화재자료는 문화재자료 중에서 경기도에 있는 것을 가리킨다.

## 지정 목록

### 제101호 ~ 제200호
| 번호    | 사진 | 명칭                                                                | 소재지                                                 | 관리자 (단체)                              | 지정일                                                       | 참조                              |
| 101호   |      | 구유한양행소사공장 (舊柳韓洋行素砂工場)                             | 경기 부천시 소사구 심곡본동 709-1번지 외               | 부천시장                                   | 2001년 1월 16일 지정, 2003년 7월 4일 해제, 소유자의 취소요구 |                                   |
| 102호   |      | 양평공한계순묘역 (襄平公韓繼純墓域)                                 | 경기 남양주시 진접읍 금곡리 산125번지 외               | 청주한씨문간공파종회                       | 2001년 1월 16일 지정                                         |                                   |
| 103호   |      | 죽산안씨연창위종가 (竹山安씨延昌慰宗家)                             | 경기 양주시 만송동 470번지                             | 안민용                                     | 2001년 1월 16일 지정                                         |                                   |
| 104호   |      | 고양흥국사목조아미타여래좌상 (高陽興國寺木造阿彌陀如來坐像)         | 경기 고양시 지축동 203                                 | 흥국사                                     | 2001년 9월 17일 지정                                         |                                   |
| 105호   |      | 신빈신씨묘역 (信嬪辛氏墓域)                                         | 경기 남양주시 와부읍 도곡리 산41                       | 전주이씨함녕군온녕군근녕군파종             | 2001년 9월 17일 지정                                         |                                   |
| 106호   |      | 임은이민곤영정 (林隱李敏坤影幀)                                     | 경기 여주시 홍천면 복대리 271-1                        | 이장렬                                     | 2001년 9월 17일 지정                                         |                                   |
| 107호   |      | 익원공김사형묘역 (翼元公金士衡墓域)                                 | 경기 양평군 양서면 목왕리 산 49                        | 안동김씨익원공파종중                       | 2001년 9월 17일 지정                                         |                                   |
| 108호   |      | 안성죽리석조여래입상 (安城竹里石造如來立像)                         | 경기 안성시 대덕면 죽리 32-4                           | 안성시                                     | 2002년 4월 8일 지정                                          |                                   |
| 109호   |      | 권상묘역 (權常墓域)                                                 | 경기 김포시 하성면 마조리 산24-4                       | 안동권씨남강공종회                         | 2002년 4월 8일 지정                                          |                                   |
| 110호   |      | 쌍계사아미타회상도 (雙溪寺阿彌陀會上圖)                             | 경기 안산시 대부북동 1058                              | 쌍계사                                     | 2002년 9월 16일 지정                                         |                                   |
| 111호   |      | 용덕사석조여래입상 (龍德寺石造如來立像)                             | 경기 용인시 이동면 이원로 471-41                       | 용덕사                                     | 2001년 9월 16일 지정                                         |                                   |
| 112호   |      | 남양풍화당 (南陽風化堂)                                             | 경기 화성시 남양시장로45번길 8-3                       | 남양기로회                                 | 2002년 9월 16일 지정                                         |                                   |
| 113호   |      | 서계박세당묘역 (西溪朴世堂墓域)                                     | 경기 의정부시 장암동 산146-1                           | 반남박씨백석공파종중                       | 2002년 9월 16일 지정                                         |                                   |
| 114호   |      | 구정남재묘역 (龜亭南在墓域)                                         | 경기 남양주시 별내동 282-7                             | 의령남씨충경공종친회                       | 2002년 9월 16일 지정                                         |                                   |
| 115호   |      | 능원대군이보묘역 (綾原大君李보墓域)                                 | 경기 남양주시 화도읍 녹촌로64번길 4                    | 전주이씨능원대군파종중                     | 2002년 9월 16일 지정                                         |                                   |
| 116호   |      | 대은변안렬묘역 (大隱邉安烈墓域)                                     | 경기 남양주시 진건읍 용정리 704-1                      | 원주변씨종중                               | 2002년 9월 16일 지정                                         |                                   |
| 117호   |      | 의정부회룡사석조 (議政府回龍寺石造)                                 | 경기 의정부시 호원동411                                | 회룡사                                     | 2003년 4월 21일 지정                                         |                                   |
| 118호   |      | 의정부회룡사신중도 (議政府回龍寺神衆圖)                             | 경기 의정부시 호원동 411                               | 회룡사                                     | 2003년 4월 21일 지정                                         |                                   |
| 119호   |      | 양평상원사철조여래좌상 (楊平上院寺鐵造如來坐像)                     | 경기 양평군 용문면 상원사길 292                        | 상원사                                     | 2003년 4월 21일 지정                                         |                                   |
| 120호   |      | 죽정최유경묘역 (竹亭崔有慶墓域)                                     | 경기 용인시 기흥구 고매로 131번길 17-7                 | 전주최씨편도공파종중                       | 2003년 4월 21일 지정                                         |                                   |
| 121호   |      | 추연우성전묘역(우하영묘역포함) (秋淵禹性傳墓域(禹夏永墓域包含))     | 경기 화성시 매송면 숙곡리산78-1                        | 단양우씨화수회                             | 2003년 4월 21일 지정                                         |                                   |
| 122호   |      | 사제김정국묘역 (思齊金正國墓域)                                     | 경기 파주시 진동면 하포리 산123,124                    | 의성김씨문목공파종친회                     | 2003년 4월 21일 지정                                         |                                   |
| 123호   |      | 이인엽영정 (李仁燁影幀)                                             | 경기 용인시                                            | 경기도박물관                               | 2003년 9월 4일 지정, 2010년 6월 8일 해제, 소재지 이전(서울)  |                                   |
| 124호   |      | 가평현등사지장시왕도 (加平懸燈寺地藏十王圖)                         | 경기 가평군                                            | 주지                                       | 2003년 9월 8일 지정                                          |                                   |
| 125호   |      | 가평현등사칠성정화도 (加平 懸燈寺 七星幀畵)                         | 경기 가평군                                            | 주지                                       | 2003년 9월 8일 지정                                          |                                   |
| 126호   |      | 가평현등사독성도 (加平懸燈寺獨聖圖)                                 | 경기 가평군                                            | 주지                                       | 2003년 9월 8일 지정                                          |                                   |
| 127호   |      | 구대부면사무소 (舊大阜面事務所)                                     | 경기 안산시 대부북동 467                               | 안산시                                     | 2004년 5월 17일 지정                                         |                                   |
| 128호   |      | 원호원두표묘역 (元豪․元斗杓墓域)                                    | 경기 여주시 북내면 장암리 산1-1                        | 원주원씨충장공파종중                       | 2004년 5월 17일 지정                                         |                                   |
| 129호   |      | 죽서원몽린묘역 (竹西元夢鱗墓域)                                     | 경기 여주시 대신면 상구리 산11-110                     | 원주원씨충장공파종중                       | 2004년 5월 17일 지정                                         |                                   |
| 130호   |      | 용재성현묘역 (慵齋成俔墓域)                                         | 경기 파주시 문산읍 내포리 산60-1                       | 창령성씨문대공파종중                       | 2004년 5월 17일 지정                                         |                                   |
| 131호   |      | 안성법계사신중도 (安城法界寺神衆圖)                                 | 경기 안성시 명륜동 158-3                               | 법계사주지                                 | 2004년 11월 27일 지정                                        |                                   |
| 132호   |      | 안성법계사화장찰해도 (安城法界寺華藏刹海圖)                         | 경기 안성시 명륜동 158-3                               | 법계사주지                                 | 2004년 11월 27일 지정                                        |                                   |
| 133호   |      | 여주신륵사삼층석탑 (驪州神勒寺三層石塔)                             | 경기 여주시 신륵사길 73 (천송동)                       | 신륵사                                     | 2004년 11월 27일 지정                                        |                                   |
| 134호   |      | 여주신륵사원구형석조부도 (驪州神勒寺圓球型石造浮屠)                 | 경기 여주시 신륵사길 73 (천송동)                       | 신륵사                                     | 2004년 11월 27일 지정                                        |                                   |
| 135호   |      | 양주회암사지공선사부도비 (楊洲檜巖寺指空禪師浮屠碑)                 | 경기 양주시 회암동 산8-1                               | 양주시                                     | 2004년 11월 29일 지정                                        |                                   |
| 136호   |      | 풍산군이종린묘역 (豊山君李宗鱗墓域)                                 | 경기 성남시 분당구 하산운동 산41-10                    | 전주이씨풍산군파종중                       | 2005년 7월 28일 지정                                         |                                   |
| 137호   |      | 평정공윤호신도비 (平靖公尹壕伸道碑)                                 | 경기 연천군 미산면 아미리 산131-1                      | 파평윤씨평정공파종회                       | 2005년 12월 5일 지정                                         |                                   |
| 138호   |      | 포천안동김씨고가터                                                  | 경기 포천시                                            | 포천시                                     | 2006년 4월 24일 지정                                         |                                   |
| 139호   |      | 파주읍내리석조여래입상                                              | 경기 파주시                                            | 홍호선                                     | 2006년 7월 3일 지정                                          |                                   |
| 140호   |      | 고양북한산서암사지 (高揚 北漢山 西巖寺址)                           | 경기 고양시 덕양구 북한동 509번지 외                   | 서암사                                     | 2007년 8월 13일 지정                                         |                                   |
| 141호   |      | 평택 서천사석조여래좌상 (平澤暑天寺石造如來坐像)                    | 경기 평택시                                            | 서천사주지                                 | 2007년 9월 3일 지정                                          |                                   |
| 142호   |      | 박유명초상모본 (朴惟明肖像模本)                                     | 경기 수원시 영통구 창룡문길 443 수원박물관             | 수원시                                     | 2009년 3월 11일 지정                                         |                                   |
| 143호   |      | 임연초상 (任兗肖像)                                                 | 경기 용인시 기흥구 상갈로 6 경기도박물관               | 경기도박물관                               | 2009년 3월 10일 지정                                         |                                   |
| 144호   |      | 파주 검단사 목조관음보살좌상                                        | 경기 파주시 탄현면 성동리 산 406번지                   | 동화사(주지)                               | 2009년 2월 9일 지정, 2015년 4월 27일 명칭 변경               |                                   |
| 145호   |      | 용인법륜사삼층석탑 (龍仁法輪寺三層石塔)                             | 경기 용인시 처인구 원삼면 농촌파크로 126               | 법륜사                                     | 2009년 3월 10일 지정                                         |                                   |
| 146호   |      | 수원 청련암 아미타회상도 (水原 靑蓮庵 阿彌陀會上圖)                 | 경기 수원시 장안구 수일로 335(조원동 474-1)            | 청련암 주지                                | 2009년 5월 21일 지정                                         |                                   |
| 147호   |      | 수원 청련암 신중도 (水原 靑蓮庵 神衆圖)                             | 경기 수원시 장안구 수일로 335(조원동 474-1)            | 청련암 주지                                | 2009년 5월 21일 지정                                         |                                   |
| 148호   |      | 수원 청련암 독성도 (水原靑蓮庵 獨聖圖)                              | 경기 수원시 장안구 수일로 335(조원동 474-1)            | 청련암 주지                                | 2009년 5월 21일 지정                                         |                                   |
| 149호   |      | 수원 청련암 산신도 (水原 靑蓮庵 山神圖)                             | 경기 수원시 장안구 수일로 335(조원동 474-1)            | 청련암 주지                                | 2009년 5월 21일 지정                                         |                                   |
| 150호   |      | 수원 청련암 칠성도 (水原靑蓮庵 七星圖)                              | 경기 수원시 장안구 수일로 335(조원동 474-1)            | 청련암 주지                                | 2009년 5월 21일 지정                                         |                                   |
| 151호   |      | 화성 용주사 목조불패                                                | 경기 화성시 용주로 136(송산동)                         | 용주사주지                                 | 2009년 6월 24일 지정                                         |                                   |
| 152호   |      | 화성 용주사 목조소대 (華城龍珠寺木造疏臺)                           | 경기 화성시 용주로 136(송산동)                         | 용주사 주지                                | 2009년 6월 24일 지정                                         |                                   |
| 153호   |      | 광명 금오계첩 (光明金吾契帖)                                        | 경기 광명시 소하2동 1085-16 충현박물관                 | 이승규                                     | 2010년 3월 23일 지정                                         |                                   |
| 154호   |      | 광명 이원익 유묵목판 인출본 (光明李元翼 遺墨木版印出本)             | 경기 광명시 소하2동 1085-16 충현박물관                 | 이승규                                     | 2010년 3월 23일 지정                                         |                                   |
| 155호   |      | 광명 오리선생집·오리선생속집 (光明梧里先生集·梧里先生續集)          | 경기 광명시 소하2동 1085-16 충현박물관                 | 이승규                                     | 2010년 3월 23일 지정                                         |                                   |
| 156호   |      | 화성 용주사 청동시루 (華城龍珠寺 靑銅시루)                          | 경기 화성시 용주로 136(송산동)                         | 용주사 주지                                | 2010년 3월 23일 지정                                         |                                   |
| 157호   |      | 고양 경주김씨의정공파 영사정 (高陽 慶州 金氏 議政公派宗中會 永思亭) | 경기 고양시 덕양구 대장동 958                          | 경주김씨의정공파종중                       | 2010년 3월 24일 지정                                         |                                   |
| 158호   |      | 가평 대원사 석조비로자나불좌상 (加平 大願寺 石造毘盧舍那佛座像)     | 경기 가평군 북면 제령리 산192                          | 대원사주지                                 | 2010년 3월 23일 지정                                         |                                   |
| 159호   |      | 우리절 5층석탑                                                      | 경기 광주시                                            | 대한불교 조계종 우리절                     | 2010년 12월 8일 지정                                         |                                   |
| 160호   |      | 우리절 석조부도 2기                                                 | 경기 광주시 도척면 상림리 178번지                      | 대한불교 조계종 우리절                     | 2010년 12월 8일 지정                                         |                                   |
| 161호   |      | 양주 석굴암 석조불좌상                                              | 경기 양주시 장흥면 교현리 1번지                        | 대한불교조계종 석굴암                      | 2011년 3월 8일 지정                                          |                                   |
| 162호   |      | 양주 석굴암 석조지장보살좌상                                        | 경기 양주시 장흥면 교현리 1번지                        | 대한불교조계종 석굴암                      | 2011년 3월 8일 지정                                          |                                   |
| 162-1호 |      | 석조나한상                                                          | 경기 양주시 장흥면 석굴암길 519                        | 대한불교조계종 석굴암                      | 2011년 3월 8일 지정                                          |                                   |
| 163호   |      | 남양주 봉선사 목조불좌상                                            | 경기 남양주시 진접읍 봉선사길32                        | 대한불교 조계종 봉선사                     | 2011년 3월 8일 지정                                          |                                   |
| 164호   |      | 남양주 봉선사 칠성도                                                | 경기 남양주시 진접읍 봉선사길32                        | 대한불교조계종 봉선사                      | 2011년 3월 8일 지정                                          |                                   |
| 165호   |      | 남양주 봉선사 독성도                                                | 경기 남양주시 진접읍 봉선사길32                        | 대한불교조계종 봉선사                      | 2011년 3월 8일 지정                                          |                                   |
| 166호   |      | 통진 이청 (通津 吏廳)                                               | 경기 김포시 월곶면 군하리 216-2                        | 김포시                                     | 2011년 10월 4일 지정                                         |                                   |
| 167호   |      | 여주 신륵사 삼화상진영                                              | 경기 여주시 여주읍 신륵사길 73                         | 대한불교 조계종 신륵사                     | 2012년 6월 26일 지정                                         |                                   |
| 168호   |      | 양평 대성사 아미타불회도 (楊平 大成寺 阿彌陀佛會圖)                 | 경기 양평군 지평면 역말4길 58                          | 대성사                                     | 2013년 11월 12일 지정                                        |                                   |
| 169호   |      | 평택 약사사 석조지장보살좌상 (平澤 藥師寺 石造地藏菩薩坐像)         | 경기 평택시 안중읍 용성3길 120-10                      | 약사사                                     | 2013년 11월 12일 지정                                        |                                   |
| 170호   |      | 고양 백자음각 황사경 묘지 (高陽 白磁陰刻 黃事敬 墓誌)               | 경기 고양시 덕양구 중고개길 83-65                      | 장수황씨 창평공파 종중                     | 2014년 1월 24일                                              |                                   |
| 171호   |      | 송준길 등 서첩 (宋浚吉 等 書帖)                                     | 경기 여주시 신단2길 132                                | 문제봉                                     | 2014년 1월 24일                                              |                                   |
| 172호   |      | 파주 검단사 검단조사진영 (坡州 黔丹寺 黔丹祖師眞影)                 | 경기 파주시 탄현면 필승로 292-33                       | 대한불교조계종 검단사                      | 2014년 5월 9일 지정                                          |                                   |
| 173호   |      | 가평 현등사 지장시왕도 (加平 懸燈寺 地藏十王圖)                     | 경기 가평군 하면 운악청계로 589번길 73                 | 대한불교조계종 현등사                      | 2014년 5월 9일 지정                                          |                                   |
| 174호   |      | 부계팔경도 (釜溪八景圖)                                             | 경기 안산시 상록구 성호로 131 (이동, 성호(이익)기념관) | 안산시                                     | 2014년 5월 9일 지정                                          |                                   |
| 175호   |      | 부계전도 (釜溪全圖)                                                 | 경기 안산시 상록구 성호로 131 (이동, 성호(이익)기념관) | 안산시                                     | 2014년 5월 9일 지정                                          |                                   |
| 176호   |      | 의왕청계사조정숙공사당기비 (義王淸溪寺 趙貞肅公祠堂記碑)            | 경기 의왕시 청계동 12                                  | 대한불교조계종 청계사                      | 2014년 5월 9일 지정                                          |                                   |
| 177호   |      | 영조어필 벼루                                                       | 경기 수원시 팔달구 창룡문길 7, 수원화성박물관          | 수원시장                                   | 2014년 5월 9일 지정                                          |                                   |
| 178호   |      | 대혜보각선사서 (大慧普覺禪師書)                                     | 경기 양주시 장흥면 호국로 550번길 346-11               | 송암사                                     | 2014년 8월 29일 지정                                         |                                   |
| 179호   |      | 불법총론                                                            | 경기 포천시 신읍동 호병골길 193                        | 왕산사                                     | 2014년 8월 29일 지정                                         |                                   |
| 180호   |      | 고양 대성암 육경합부                                                | 경기 고양시 덕양구 대서문길 396-1                      | 홍정표                                     | 2015년 3월 9일 지정                                          |                                   |
| 181호   |      | 용인 행복선원 묘법연화경 권1∼7                                      | 경기 용인시 기흥구 용구대로 1890-39                    | 행복선원                                   | 2016년 7월 22일 지정                                         |                                   |
| 182호   |      | 포천 화봉사 신중탱화                                                | 경기 포천시 가산면 가산로 227-37(방축리 152번지)       | 화봉사                                     | 2016년 7월 22일 지정                                         |                                   |
| 183호   |      | 안성 봉덕사 나반존자도 (安城 鳳德寺 那畔尊者圖)                     | 경기 안성시 월덕천길 44-19                             | 봉덕사                                     | 2017년 6월 14일 지정                                         | , 보관됨 2017-12-26 - 웨이백 머신 |
| 184호   |      | 예념미타도량참법 (禮念彌陀道場懺法)                                 | 경기 하남시 학암로 9번길 64                            | 대한불교조계종 성불사                      | 2017년 12월 21일 지정                                        |                                   |
| 185호   |      | 여주 장흥리 변씨 고택 (驪州 長興里 邊氏 古宅)                       | 경기 여주시 금사면 장흥로 339(장흥리 62번지)           | 변재정 (황주변씨 장흥리 긍연공자손종중)    | 2018년 4월 30일 지정                                         |                                   |
| 186호   |      | 묘법연화경 권5~7 (妙法蓮華經 卷 5~7)                                | 경기 광주시 초월읍 현산로 361번길 29-11                | 대법사                                     | 2018년 4월 30일 지정                                         |                                   |
| 187호   |      | 양주 청련사 아미타불회도 (楊州 靑蓮寺 阿彌陀佛會圖)                 | 경기 양주시 장흥면 권율로 169 (청련사)                 | 청련사                                     | 2018년 9월 10일 지정                                         |                                   |
| 188호   |      | 용인향교 (龍仁鄕校)                                                 | 경기 용인시 기흥구 용인향교로 12-6                     | 소유자: 경기도, 향교재단, 관리자: 용인향교 | 2018년 9월 10일 지정                                         |                                   |
| 189호   |      | 선청선생첩 (仙淸先生帖)                                             | 경기 고양시 일산동구 탄중로 398 8단지 812동 0000호     | 송준호                                     | 2019년 4월 22일 지정                                         |                                   |
| 190호   |      | 분청사기 상준 (粉靑沙器 象尊)                                       | 경기 광주시 곤지암읍 경충대로 727                      | 경기도지사/(재)한국도자재단                | 2019년 8월 23일 지정                                         |                                   |
| 191호   |      | 백자청화 모란문 대발 (白磁靑畵 牡丹文 大鉢)                         | 경기 광주시 곤지암읍 경충대로 727                      | 경기도지사/(재)한국도자재단                | 2019년 8월 23일 지정                                         |                                   |
| 192호   |      | 안성 영평사 독성도 및 초본 (安城 永坪寺 獨聖圖 및 草本)             | 경기 안성시 보개면 신장길 79-42 영평사                 | 영평사                                     | 2019년 12월 20일 지정                                        | ,                                 |